# نانا اينو
نانا اينو (باليابانية: 井ノ上奈々) (و. 1983 – م) هي ممثل أداء صوتي ياباني، من اليابان، ولدت في إنزاي، تشيبا.

## وصلات خارجية
- نانا اينو على موقع IMDb (الإنجليزية)
- نانا اينو على موقع ميوزك برينز (الإنجليزية)
- نانا اينو على موقع ديسكوغز (الإنجليزية)
- نانا اينو على موقع كينوبويسك (الروسية)
- نانا اينو على موقع ANN person (الإنجليزية)